# Дисе су Курсијон
Дисе су Курсијон (фр. Dissay-sous-Courcillon) је насељено место у Француској у региону Лоара, у департману Сарт.
По подацима из 2011. године у општини је живело 992 становника, а густина насељености је износила 28,41 становника/km².

## Демографија
| 1962. | 1968. | 1975. | 1982. | 1990. | 2011. |
| ----- | ----- | ----- | ----- | ----- | ----- |
| 1.066 | 1.029 | 949   | 952   | 910   | 992   |